# Big Ones
Big Ones – album kompilacyjny grupy Aerosmith (1994), który zawiera piosenki z trzech wcześniej wydanych albumów: Permanent Vacation, Pump i Get a Grip, dwa utwory premierowe ("Walk On Water" i "Blind Man") oraz koncertową wersję "Dude (Looks Like A Lady)".

## Lista utworów
1. "Walk On Water"
2. "Love In An Elevator"
3. "Rag Doll"
4. "What It Takes"
5. "Dude (Looks Like A Lady)"
6. "Janie's Got A Gun"
7. "Cryin'"
8. "Amazing"
9. "Blind Man"
10. "Deuces Are Wild"
11. "The Other Side"
12. "Crazy"
13. "Eat The Rich"
14. "Angel"
15. "Livin' On The Edge"

## Twórcy
- Steven Tyler – śpiew, harmonijka, pianino, gitara
- Joe Perry – gitara prowadząca
- Tom Hamilton – gitara basowa
- Joey Kramer – perkusja
- Brad Whitford – gitara rytmiczna